# (35931) 1999 JW112
1999 JW112 (asteroide 35931) é um asteroide da cintura principal. Possui uma excentricidade de 0.09255290 e uma inclinação de 3.18445º.
Este asteroide foi descoberto no dia 13 de maio de 1999 por LINEAR em Socorro.